# 2021 설특집 아이돌스타 선수권대회
《2021 설특집 아이돌스타 레전드 선수권대회》는 2021년 2월에 방송된 MBC TV의 예능 프로그램이다.